# بيتر غانز
بيتر غانز (بالهولندية: Peter Gans)‏ هو حكم كرة قدم هولندي، ولد في 1937 في نوردفايك في هولندا.